# 奧焦雷
54°51′N 38°33′E / 54.850°N 38.550°E
奧焦雷（俄语：Озёры）是俄羅斯莫斯科州東南部的一個城市。位於莫斯科東南157公里的奧卡河左岸。2002年人口25,704人。
1578年首見於文獻。1851年改稱現名。1925年設市。

## 姐妹城市
- 波蘭拉多姆